# 玛弗德特
玛弗德特（Mafdet，也拼为Maftet）是古埃及早期神话中对抗蛇和蝎子的女神，拉神之女，其形象常常被画成某种猫或猫鼬。早在第一王朝时期就出现在埃及神殿中。玛弗德特是正义或执法的化身，她还与保护王宫和其他神圣场所，防止毒虫侵袭有关，被视为对抗犯法行为的玛阿特。
由于猫能消灭蝎子和蛇等毒虫，玛弗德特被看作是一位猫女神，虽然目前尚不能确定能否替代，她本身的原意也就是一只能消灭蛇类动物的猫、灵猫或猫鼬，她被赋予了一个称号：“毒蛇杀手”。
在第一王朝法老登统治时期，该女神非常显赫，她的形象出现该法老墓的石器碎片中，巴勒莫石碑的一个献词记录也提到过她。在古王国金字塔文献中曾提到她保护太阳神拉免遭毒蛇侵害。

## 艺术
在艺术作品中，玛弗德特的形象是一只猫，一位长着猫头的女人，或一只长着女人头的猫。
她也被画成一只正在刽子手旁边奔跑的猫，类似于出现在人们身边驱赶和消灭鸟、鼠的家猫。有人说，玛弗德特扯掉了作恶者的心，给了他们法老的脚。
在新王朝时期，玛弗德特被认为是杜亚特(Duat，阴间)审判中铁面无私的判官。在那里，法老的敌人将被“玛弗德特的爪子”砍掉脑袋。
对她的膜拜最终被另一位猫女神--被看作法老保护神的母狮战士芭丝特(Bast)替代，但她的猫形象继续与法老的个人物品及放置他们木乃伊的床有联系。